# لبنان، شهرستان هاردین، تنسی
لبنان (به انگلیسی: Lebanon) یک منطقهٔ مسکونی در ایالات متحده آمریکا است که در شهرستان هاردین، تنسی واقع شده‌است. لبنان ۱۵۳٫۹۳ متر بالاتر از سطح دریا واقع شده‌است.